# Fluorure de diamine d'argent
Le fluorure de diamine d'argent, ou plus exactement fluorure de diammine d'argent(I), est un complexe d'argent(I) et d'ammoniac de formule chimique Ag(NH3)2F. Il se présente comme un liquide inodore généralement incolore ou parfois bleuâtre selon la formulation, avec des ions ammonium NH4+ et fluorure F− à pH = 10,4 pour la plupart des produits, parfois 13.

## Santé
Il peut être utilisé hors AMM comme médicament topique en prévention et pour traiter les caries dentaires et soulager l'hypersensibilité dentinaire. Les composés d'ammoniac réduisent le potentiel oxydant du fluorure de diamine d'argent, améliorent sa stabilité et permettent de maintenir sa concentration constante dans la durée afin de sécuriser son utilisation dans la bouche. Les ions argent Ag+ et fluorure F− ont des propriétés antimicrobiennes et sont utilisés dans la reminéralisation de l'émail dentaire et de la dentine pour la prévention et la stabilisation des caries,.
Son utilisation off-label repose sur un certain nombre d'études,,, appuyant son efficacité et son innocuité,.